# 上海德国外籍人员子女学校

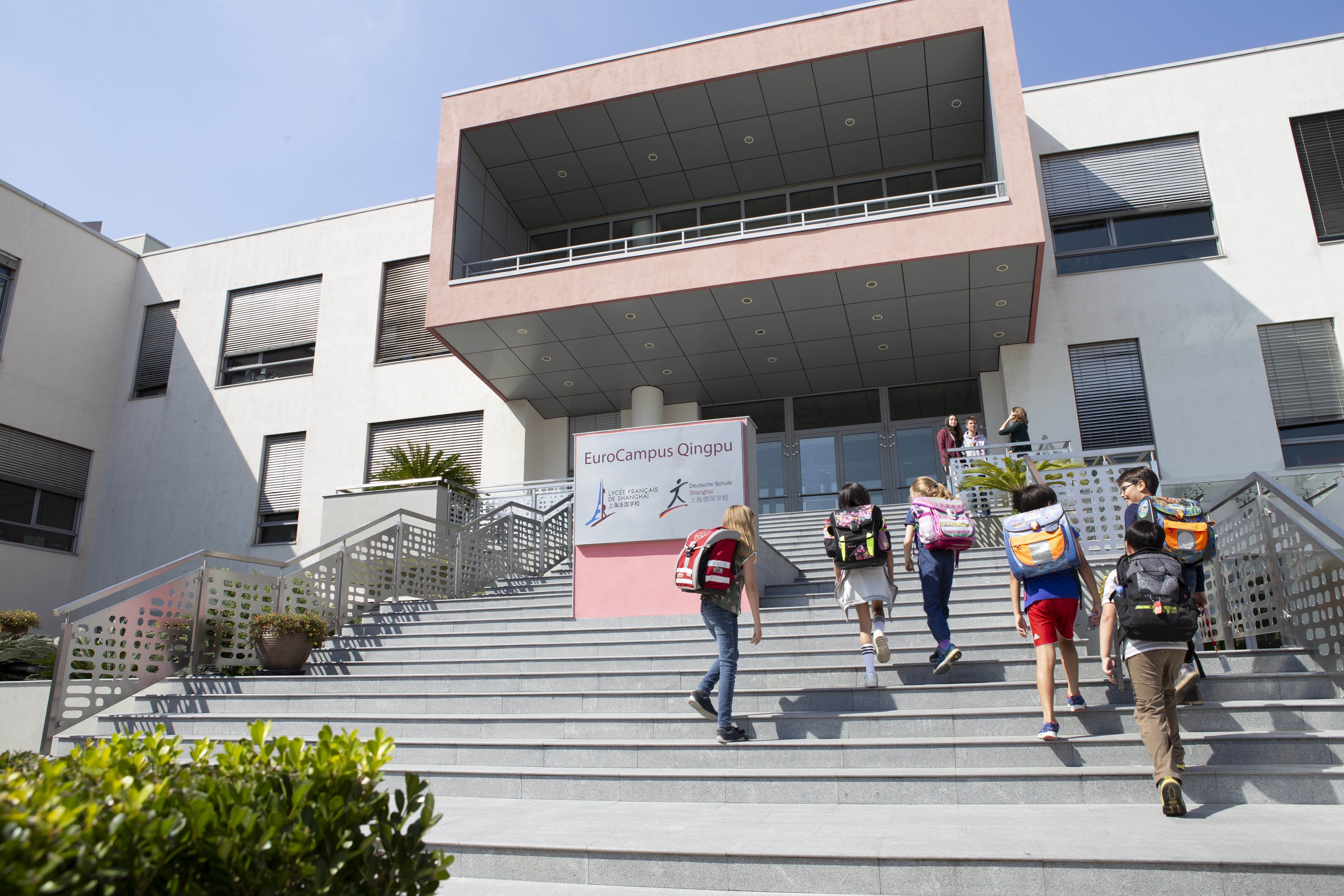
青浦区欧洲校园 (上海法国外籍人员子女学校/上海德国学校)

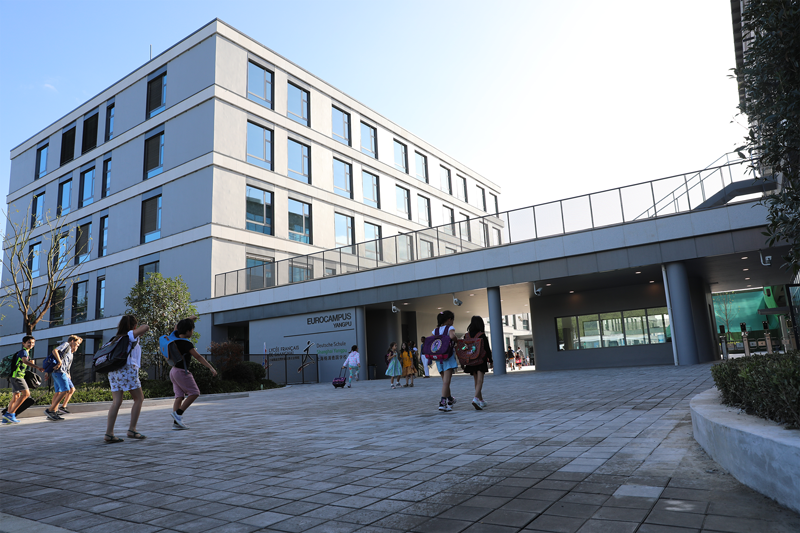
杨浦区欧洲校园

上海德国学校（德語：Deutsche Schule Shanghai）成立于1995年。其目前共有两所校区。由于规模不断扩大，于2007年在浦东成立新校区。2020年1月德国学校浦东校区师生与上海法国学校浦东校区师生一起搬迁至位于杨浦的新建校区。杨浦校区成为虹桥校区以外的第二个欧洲校园。
学校提供从幼儿园到高中毕业的德国学校教育。授课语言为德语，因此要求学生对该语言的掌握程度达到母语水平。上海德国学校是一所全日制学校。除常规教学外，学校还提供一系列课余活动。目前学校共有约1250名学生，约260名具资质的教师及教学人员。

## 学校构成及课程设置
上海德国学校是一所课程设置完善的私立学校，提供从幼儿园到高中毕业的所有课程。
学校的课程设置如下:
- 幼儿园
- 一年制学前班
- 四年制小学
- 中学

其中第五学年为中学教育的定位阶段(Orientierungsstufe)，即学生可以根据德国的教学体制在三种学校类型(普通中学，实科中学，高级文理中学)中进行选择，并在之后得到相应的教育。比如，普通中学和实科中学的学生在6到8年级期间有各自专门的学习小组，在9到10年级期间组成独立的班级进行学习。
学校的课程设置与德国本土相同，教学语言为德语。

## 毕业
目前上海德国学校颁发下列毕业证书:
- 普通中学毕业证书
- 实科中学毕业证书
- 高级中学毕业证书

## 学校历史

### 建校期
1995年中，上海德国学校校委会成立，决定与上海的法国学校合作，共同办校。该项合作一直持续到今天。1995年9月4日学校在上海虹桥路的一幢别墅内正式开课，当时只有4名学生。
1996年8月，学校迁址到上海新虹桥花园的5栋楼内，并且设立了第一个5年级班。此时已有37 名中小学生及34名幼儿园生入学。同年，学校与上海本地的一所小学结成了姐妹学校。

### 高速发展期
1997/1998学年，上海德国学校成为受德国政府资助的海外学校之一。1997年底，学校搬至金汇路一所废弃的印刷工厂内。2000年春，为满足不断增长的入学人数，学校改建了附近的一所工厂为教室。此时的入学人数为140。
然而，入学需求仍然在逐年增长。2001至 2004年间学校历经了多次扩建。截至2004学年，在校生人数已超过了500人。
2004/2005学年，学校第一次举行了高级中学毕业考试。至此，校方的主要目标已经达到，即成为德国文化教育委员会承认的一贯制(从幼儿园到高中毕业)学校。

### 新校区，新校点，新学生
为创造更好的学习条件，学校在2005年夏天搬至位于高光路的新校区。在新的欧洲校区里，德国学校与法国学校共享资源，教学气氛更为国际化。到2005/2006学年底，入学人数达到了700。
2006至2007年间，欧洲校区一直在进行扩建和完善，其中包括新的教室，食堂扩建，以及一座带有剧场和艺术教室的艺术中心。
2007年9月3日，学校在浦东巨峰路的新校点开学，首批招收了60名学生。
2007年，校委会制定了“敢于冒险，稳定发展”(gemeinsam wagen, geborgen wachsen)的新的办校方针以及校标。10月，新设计的学校网页投入使用。
2009年10月，欧洲校区新建的游泳馆开放使用。学校的总在校人数突破了1000大关，其中在浦东校区学习的约有200人。
2010/2011学年，欧洲校区修葺了校舍外墙。浦东校区扩充了师资，开设了到10年级的中学课程，并且拥有了整层的学生休息区。